# Aaron Broten
Aaron Broten (Roseau, Minnesota, 1960. november 14. –) amerikai profi jégkorongozó.

## Pályafutása
Komolyabb karrierjét a Minnesotai Egyetemen kezdte 1980-ban és 1981-ig játszott az egyetemi csapatban. Az 1980-as NHL-drafton a Colorado Rockies választotta ki a hatodik kör 106. helyén. Az utolsó egyetemi éve során 45 mérkőzésen 106 pontot szerzett. A coloradói csapatban két szezon alatt összesen 60 mérkőzésen játszott ezután a csapat átköltözött New Jersey-be és New Jersey Devils néven folytatta a szereplést az National Hockey League-ben. Itt hét és fél idényt játszott. Az 1989–1990-es szezon során a Minnesota North Stars játékosa lett fél idényre. Innen a Québec Nordiqueshez majd a Toronto Maple Leafshez került. Utoljára az NHL-ben a Winnipeg Jetsben játszott és az American Hockey League-es Moncton Hawksból vonult vissza 1992-ben.

## A válogatottban
Első szereplése a válogatottban az 1979-es U20-as jégkorong-világbajnokság volt és a csapat a hatodik lett. Legközelebb már az 1981-es jégkorong-világbajnokságon lépett jégre és a csapatnak a kiesés ellen kellett játszania. A következő évben is meghívták a világbajnokságra és ekkor a válogatott katasztrofálisan szerepelt és kiesett a B csoportba. Képviselhette hazáját az 1984-es Kanada-kupán, ahol az elődöntőben kaptak ki a svédektől 9-2-re. Az 1985-ös jégkorong-világbajnokságon ismét játszott és a válogatott a negyedik lett. A következő évi világbajnokságon az amerikaiaknak ismét gyengén ment a játék így megint a kiesés ellen kellett küzdeniük. Az 1987-es jégkorong-világbajnokságon is a kiesés ellen küzdöttek. Az 1987-es Kanada-kupán is részt vett, de nem jutottak tovább a csoportkörből. Utoljára a válogatottban 1998–1999-ben szerepelt amikor a világbajnoksági kvalifikációs mérkőzéseken játszott.

## Díjai
- WCHA Freshman of the Year: 1980
- WCHA Első All-Star Csapat: 1981
- NCAA Bajnoki All-Tournament Csapat: 1981
- United States Hockey Hall of Fame: 2007